# Klebelsbergita
La klebelsbergita es un mineral de la clase de los minerales sulfatos. Fue descubierta en 1929 en Baia Sprie (Rumanía), siendo nombrada en honor de Kuno Klebelsberg, ministro de educación de Hungría.

## Características químicas
Es un complejo de sulfato anhidro de antimonio, conteniendo grupos hidroxilo, con óxido de este mismo metal. Además de los elementos de su fórmula, puede llevar impurezas de hierro, que le dan algo de magnetismo.

## Formación y yacimientos
Aparece como mineral de formación secundaria en las zonas de oxidación de yacimientos de estibina (Sb2S3), comúnmente asociado a este mineral, aunque también se ha encontrado en las zonas de oxidación de yacimientos de otros minerales de antimonio. Suele estar por ello asociado a otros minerales como valentinita o quermesita.